# Bar Babette

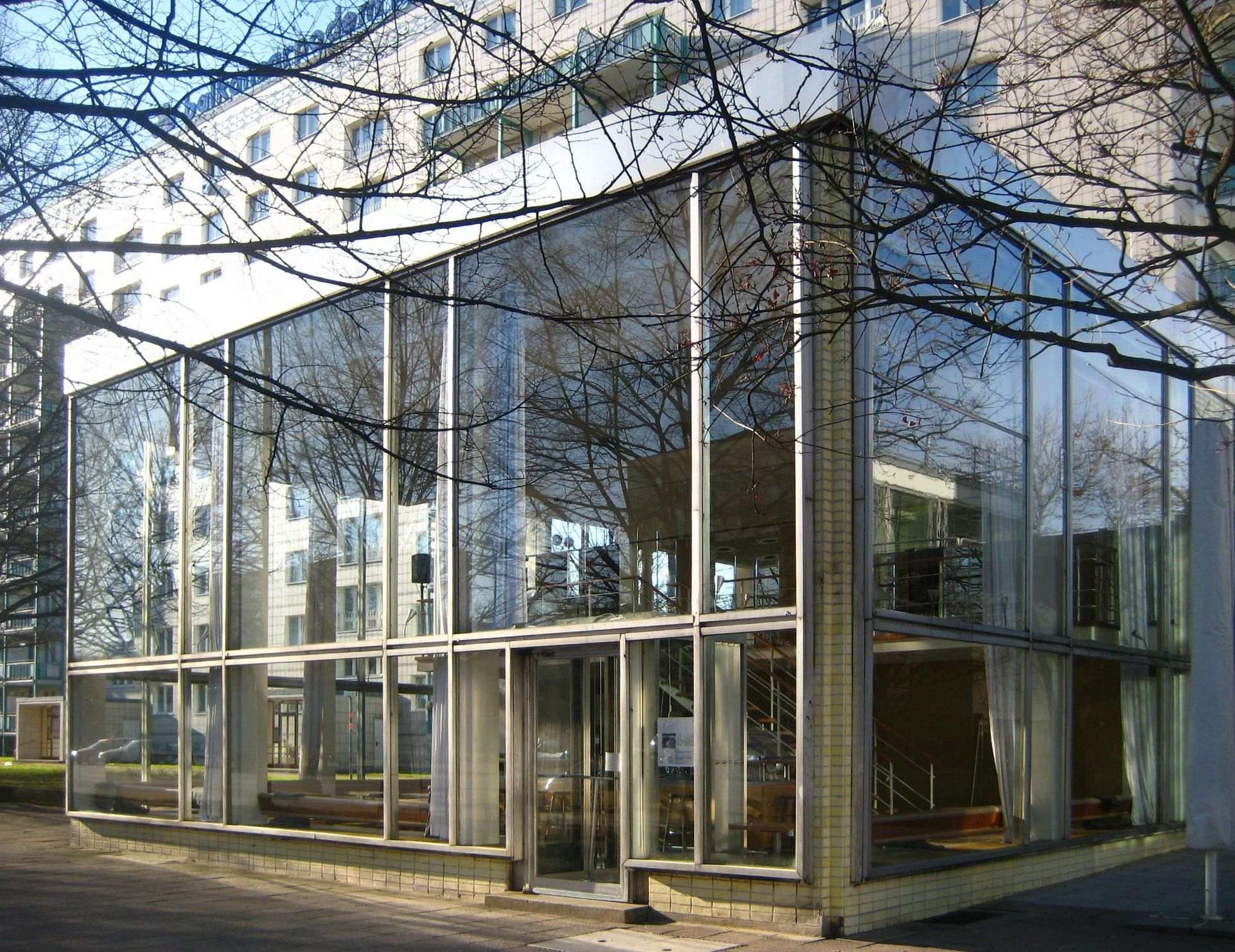
Der Pavillon der Bar Babette, Karl-Marx-Allee 36 in Berlin-Mitte

Die Bar Babette war eine 2003 gegründete Bar und ein öffentlicher Veranstaltungsraum für Kunst und Kultur an der Karl-Marx-Allee 36 im Berliner Ortsteil Mitte. Sie befand sich in einem 1962 errichteten, denkmalgeschützten Pavillon, den Josef Kaiser zusammen mit Horst Bauer entworfen hatte. Zu DDR-Zeiten wurde darin der Kosmetiksalon Babette betrieben. Nach 15 Jahren musste die Bar Babette schließen.

## Geschichte

### Gebäude
Der Bau ist ein flach gedeckter Glaskubus in Skelettbauweise, dessen tragende Stahlbetonstützen und der Sockel mit hellgrünen Fliesen verkleidet sind. Er ist einer von fünf Pavillons, die zu einem Bauensemble mit dem Café Moskau und dem Kino International gehören, und ist denkmalgeschützt. Anders als die vom Neobarock geprägten Gebäude im ersten Abschnitt der Karl-Marx-Allee ist er im Stil einer „nachgeholten Moderne“ entworfen, der an Ludwig Mies van der Rohe und das Bauhaus erinnert. Zur Straße hin und an den seitlichen Fassaden ist er voll verglast und bildet scheinbar eine Fortsetzung des öffentlichen Raums. Er misst zwölf Meter im Quadrat mit einer sieben Meter hohen Decke. Vom Erdgeschoss führt eine schwebende Treppe zum offenen Galeriegeschoss. Ursprünglich als Verkaufs- und Dienstleistungspavillon geplant, diente er ab 1965 bis zur politischen Wende als Verkaufsstelle internationaler und exquisiter DDR-Parfümerzeugnisse sowie als Kosmetiksalon, schon damals mit dem Namen Kosmetiksalon Babette, unter dem er auch als Denkmal eingetragen ist.
Mit dem Einigungsvertrag von 1990 wurde der Pavillon von der Treuhandanstalt verwaltet. Nach 1992 stand das Gebäude leer. Später wurde es über die TLG Immobilien vermietet, die ihn 2008 an die Nicolas Berggruen Holdings GmbH verkaufte.

### Gründung der Bar Babette
Ein Betreiber-Kollektiv um den Künstler und Kurator Maik Schierloh pachtete den ehemaligen Kosmetiksalon und gründete 2003 die Bar Babette mit niedrigschwelligem Projektraum für Ausstellungen, Konzerte, Buch- und Filmpräsentationen. Sie war im Stil der 1960er und 1970er Jahre eingerichtet. In Berlin lebende Künstler und Künstlerinnen stellten dort ihre Arbeiten in Gruppen- oder Einzelschauen aus und feierten Partys, darunter waren Thea Djordjadze, Gregor Hildebrandt und Karin Sander. Bis 2018 fanden 190 Veranstaltungen statt. Die Bar Babette war darüber hinaus als Nachbarschaftscafé bekannt, das Berliner unabhängig von sozialem Status, Beruf oder Alter besuchten. Georg Diez schrieb: „Künstler treffen sich hier und die Verlorenen und Flaneure, die den Boulevard entlang laufen […] es ist ein Ort wie diese Stadt in ihren besten Momenten, ein bisschen verloren und alles in allem ziemlich wunderbar.“

### Schließung
Mitte 2017 teilte die Berggruen Holdings mit, den Mietvertrag für die Babette nicht zu verlängern. Der Glaspavillon sollte dem Café Moskau zur Verfügung gestellt werden. Verhandlungsbereitschaft habe es nicht gegeben. Das Café Moskau, ebenfalls ein früher beliebter Treffpunkt, hatte Berggruen 2007 von der TLG Immobilien erworben und nach dessen Sanierung zu einem Ort umgewandelt, der für geschlossene Veranstaltungen exklusiv an gut zahlende Interessenten vermietet wird. Die Kunstkritikerin Gesine Borcherdt beschrieb das Gebäude als „ein perfektes Beispiel, wie ein historisches Restaurant, offen für die Bürger der Stadt, zum hermetischen und toten Veranstaltungsort mutiert“. Gleiches sei für die Bar Babette zu erwarten. Dabei gehe es um mehr als Gentrifizierung, meinte Georg Diez. Es gehe um die grundsätzliche Frage, „welche Verantwortung an Eigentum geknüpft werden soll“.
Künstler, Besucher und Anwohner der Bar Babette sowie Politiker protestierten gegen die drohende Schließung. Der Bezirksstadtrat für Stadtentwicklung, Ephraim Gothe, forderte die Berggruen Holdings dazu auf, ihre Entscheidung zu überdenken. Gegenüber der Berliner Zeitung sagte er, dass eine zukünftige Nutzung als Veranstaltungsort für geschlossene Gesellschaften keinen Beitrag für das Leben im Quartier leiste. „Dass einer Bar gekündigt wird, ist in einer Großstadt Alltag. Der Fall der Bar Babette ist jedoch signifikant. Sie hat es vermocht, gegenüber dem Kino International einen liebenswerten Glanzpunkt in der Karl-Marx-Allee zu entwickeln.“ Auch der Bezirksbürgermeister von Berlin-Mitte, Stephan von Dassel, setzte sich für die Bar Babette ein. Auf den Brief des Bezirksamtes an Nicolas Berggruen habe dieser nicht reagiert. Eine Online-Petition mit der Überschrift „Die Babette braucht ein Happy End!“ erzielte im Januar 2018 innerhalb von vier Tagen 900 Unterschriften. Doch die 11.000 Unterschriften, die unerlässlich sind, um eine Stellungnahme des Eigentümers einzufordern, kamen nicht zusammen. Ende September 2018 musste die Bar Babette schließen. Den Namen hatte Schierloh nach eigenen Angaben beim Deutschen Patent- und Markenamt eintragen lassen. Die zur Berggruen Holdings gehörende Café Moskau GmbH übernahm den Pavillon am 1. Oktober 2018 und bietet ihn seitdem mit dem Namen Salon Babette als „Event-Location“ auf Anfrage an.
Zunächst lediglich als Provisorium gedacht, wird die Bar am neuen Standort im Kindl-Zentrum für zeitgenössische Kunst, dem ehemaligen Sudhaus der Kindl-Brauerei in Neukölln, vom Betreiber Schierloh seit Oktober 2018 als Café Kosmetiksalon Babette weitergeführt.